# Cerkniščica
Cerkniščica je edini daljši površinski pritok Cerkniškega jezera. Vanj se steka s severne strani, saj teče skozi naselji Begunje pri Cerknici in Cerknico. Potok začenjajo trije povirni kraki: Globošca, Hruškarica in Gradiščica s pritokoma Jazbine in Štrukljevski potok, sicer pa zbira vode Bloške planote, Otavske planote in Vidovske planote.
Na območju potoka je Športno-ribolovni revir Cerkniščica, ki obsega površino 8,2 ha. Najpogostejša ribja vrsta v potoku je potočna postrv, sicer so v Cerkniščici našli habitat tudi kleni, šarenke, kapeljni, babice, pisanci in t. i. globočki.
Cerkniščica je nanesla na dno Cerkniškega polja debele plasti naplavin, ki so zatrpale nekaj starejših požiralnikov. Na robu do 12 m debelega prodnega nanosa so pri Dolenjem Jezeru tri večje skupine požiralnikov: Vodonos, Rešeto in Retje.